# 克洛德-路易·纳维
克洛德·路易·马里·亨利·纳维（法語：Claude Louis Marie Henri Navier，法語發音：[klod lwi maʁi ɑ̃ʁi navje]；1785年2月10日—1836年8月21日）是一位法国工程师与物理学家，主要贡献在力学领域。著名的纳维－斯托克斯方程以他和乔治·加布里埃尔·斯托克斯命名。

## 生平
纳维的父親在1793年過世，纳维的母親讓她的叔叔Emiland Gauthey來教育纳维，Emiland Gauthey是法國桥梁水域和森林兵团的工程師。1802年就讀巴黎综合理工学院，在1804年繼續在國立橋路學校就讀，並在1806年畢業，纳维後來也繼他舅舅之後，成為法國桥梁水域和森林兵团的监察长。
纳维指導了舒瓦西、阿涅尔及阿让特伊等地的橋梁興建，並在巴黎的西岱岛建造了行人天橋。
1824年纳维進入法国科学院，1830年時擔任國立橋路學校的教授，次年接續奧古斯丁·路易·柯西，在巴黎综合理工学院擔任微積分及力學的教授。

## 貢獻
纳维在1821年將彈性理論以數學公式的形式表示，使這個領域第一次可以計算有足夠精確度的結果。1819年時成功的確認機械應力中的零线，修正了伽利略·伽利莱錯誤的結果。1826年時纳维確認弹性模量是材料的一個性質，和物體的截面二次轴矩無關。纳维是結構分析的創始者之一。
纳维主要的貢獻是纳维－斯托克斯方程，也是流體力學的中心。纳维是艾菲爾鐵塔上所刻的72人之一。

## 外部連結
- Claude Louis Marie Henri Navier（页面存档备份，存于）, MacTutor History of Mathematics archive, University of St Andrews.